# Prototrochus bruuni
Prototrochus bruuni is een zeekomkommer uit de familie Myriotrochidae.
De wetenschappelijke naam van de soort werd in 1956 als Myriotrochus bruuni gepubliceerd door B. Hansen.
De zeekomkommer leeft in de Marianentrog en is gevonden op een diepte van meer dan 10 kilometer. Hiermee is het tot nu toe de diepst levende zeekomkommer die is gevonden.